# 馬藜
马藜（1989年11月3日—），中国内地女演员，毕业于上海师范大学谢晋影视艺术学院，代表作品有《远方的山楂树》、《阳光之下》、《亲爱的孩子们》、《我和我的三个姐姐》等。

## 人物经历
1989年11月，马藜出生于辽宁省大连市，从小学习舞蹈，后因受伤而转型做演员。2003年，14岁的马藜出演自己的首部电影作品《琴声暖洋洋》。
2018年，参演电视剧《你好，旧时光》。
2020年3月，主演的电视剧《远方的山楂树》播出，在剧中饰演蒋欣童。
2021年11月，主演的电视剧《我和我的三个姐姐》播出，饰演韩爱岚一角。12月，主演的电视剧《亲爱的孩子们》播出，在剧中饰演白歌。
2022年11月，主演的电视剧《灿烂的季节》播出，在剧中饰演袁晓夏。